# Teatromania
Teatromania (Stage Struck) è un film muto del 1925 diretto da Allan Dwan.

## Trama
Jennie Hagen sogna di fare l'attrice, soprattutto perché Orme Wilson - il ragazzo che ama, ma che pare non degnarla di particolare attenzione - va pazzo per le attrici, con le immagini delle quali ha tappezzato il muro della propria stanza. Invece Jennie è una semplice cameriera nel ristorante in riva al fiume dove lo stesso Orme lavora.
Un giorno nella cittadina ormeggia il battello-show dell'impresario Buck, che trasporta lungo la via fluviale la propria compagnia itinerante, offrendo a bordo rappresentazioni teatrali ad ogni porto. Orme ne approfitta per fare la conoscenza dell'attricetta del momento, diva dello spettacolo di Buck – il che non fa che aumentare il disappunto e la tensione di Jennie.
Nello stesso tempo Buck offre a Jennie la possibilità di calcare le scene del proprio show, quella sera gremito di spettatori; ma il suo debutto è un gran fiasco. Orme è tra il pubblico. A Jennie  - già di per sé umiliata – pare di udire un commento negativo proprio del suo amato: depressa, scavalca il parapetto dell'imbarcazione e si getta di sotto. Grande costernazione e allarme. Orme si tuffa per salvarla.
Ma appare che Jennie non ha raggiunto le acque: è rimasta appesa per i pantaloni ad un gancio lungo lo scafo del battello. Orme, nuotando, la raggiunge, e fra i due avvengono le dovute spiegazioni: Orme non aveva nessuna intenzione seria con le attrici, anzi stava da tempo risparmiando affinché potesse aprire con Jennie, una volta sposati, un loro proprio ristorante. Intanto Buck, sul ponte insieme ad altri ad osservare la scena, prega Dio di conferire abbastanza forza ai pantaloni lacerati di Jennie.
Tempo dopo si inaugura il ristorante "Jennie", gestito appunto da lei e da Orme. Pare avere discreto successo. Jennie appende fuori dal locale il cartello: "attrici non ammesse".  

## Produzione
Il film fu prodotto dalla Paramount Pictures (con il nome Famous Players-Lasky Corporation). Venne girato dall'agosto al settembre 1925 a New York, negli studi Paramount di Astoria e nel West Virginia, a New Martinsville.

## Distribuzione
Distribuito dalla Paramount Pictures, uscì nelle sale cinematografiche USA il 16 novembre 1925 dopo essere stato presentato in prima mondiale il 7 novembre al James Grand Theatre di Columbus, in Ohio.
In Italia, ribattezzato Teatromania, ottenne nel novembre 1926 il visto di censura numero 23126.
Copia della pellicola viene conservata negli archivi dell'International Museum of Photography and Film at George Eastman House.